# Nguyễn An Ninh

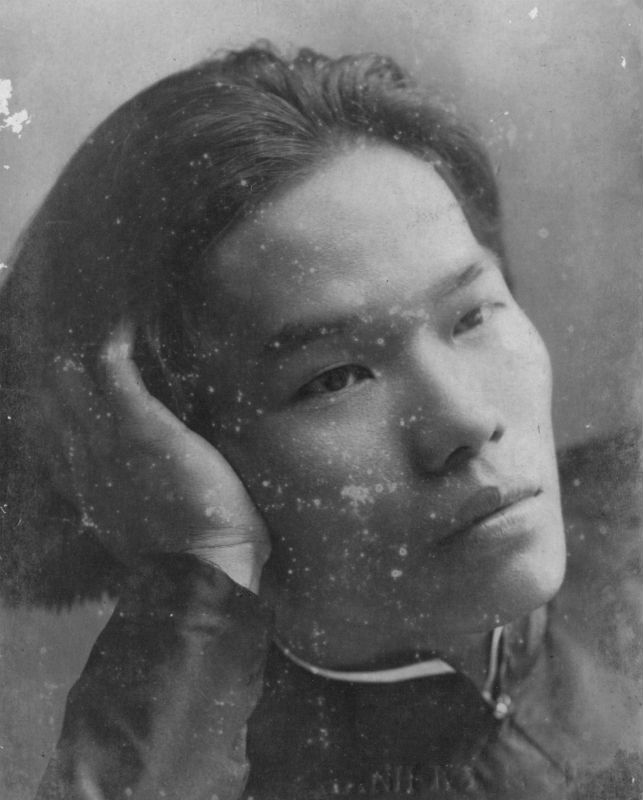
Nguyễn An Ninh

Nguyễn An Ninh (* 1900; † 1943) war ein vietnamesischer Journalist, Publizist und politischer Aktivist gegen die Kolonialherrschaft in Französisch-Indochina. Er starb 1943 in französischer Haft.

## Leben
Nguyen An Ninh wurde in der Nähe von Saigon geboren. Sein Vater war ein im traditionellen Sinn ausgebildeter Gelehrter, der sich in der Cần-Vương-Bewegung bereits gegen die französische Herrschaft engagiert hatte. Nguyen An Ninh genoss eine westliche Ausbildung und studierte in Paris Rechtswissenschaft. Nach seiner Rückkehr aus Europa gründete er die Zeitung La cloche felée und äußerte sich als Redner häufig kritisch gegen die Kolonialbehörden. Nguyen An Ninh propagierte dabei gewaltlosen Widerstand gegen die Kolonialherren analog zu den Lehren Ghandis. Als er eine immer größere Anhängerschaft fand, wurde er 1926 kurzzeitig inhaftiert. In den 1930er-Jahren kooperierte er mit der Kommunistischen Partei Indochinas und veröffentlichte in deren Zentralorgan La Lutte. 1937 wurde er erneut inhaftiert. Er starb 1943 in französischer Haft auf der Gefängnisinsel Poulo Condore.